# Ionuț Neagu
Ionuț Neagu (* 26. října 1989 Galați, Rumunsko) je rumunský fotbalový záložník a reprezentant, který hraje v rumunském klubu FC Steaua București.

## Klubová kariéra
Neagu zahájil profesionální fotbalovou kariéru v klubu FC Oțelul Galați. S klubem vyhrál první rumunskou ligu (v sezóně 2010/11) a následně v červenci 2011 i rumunský Superpohár (po výhře 1:0 nad FC Steaua București).
3. září 2013 přestoupil za 620 000 eur do prestižního rumunského klubu z hlavního města, do FC Steaua București. V sezóně 2013/14 se pak probojoval s klubem do základní skupiny Ligy mistrů, kde se Steaua střetla s anglickým týmem Chelsea FC, německým FC Schalke 04 a švýcarským FC Basilej. V sezóně 2013/14 získal se Steauou ligový titul.

## Reprezentační kariéra
Neagu reprezentoval Rumunsko v mládežnické kategorii do 21 let.
V rumunském reprezentačním A-mužstvu debutoval 15. listopadu 2011 v přátelském zápase proti domácímu Řecku, kde nastoupil v základní sestavě a odehrál 86 minut. Rumunsko vyhrálo na půdě soupeře 3:1.